# La Course de Porky
Pour plus de détails, voir Fiche technique et Distribution.
La Course de Porky (Porky's Road Race) est un court métrage d'animation de la série américaine Looney Tunes réalisé par Frank Tashlin, produit par les Leon Schlesinger Productions et sorti en 1937.